# Кавказька гірська обсерваторія ДАІШ МДУ
43°44′46″ пн. ш. 42°40′03″ сх. д. / 43.746167° пн. ш. 42.667465° сх. д.

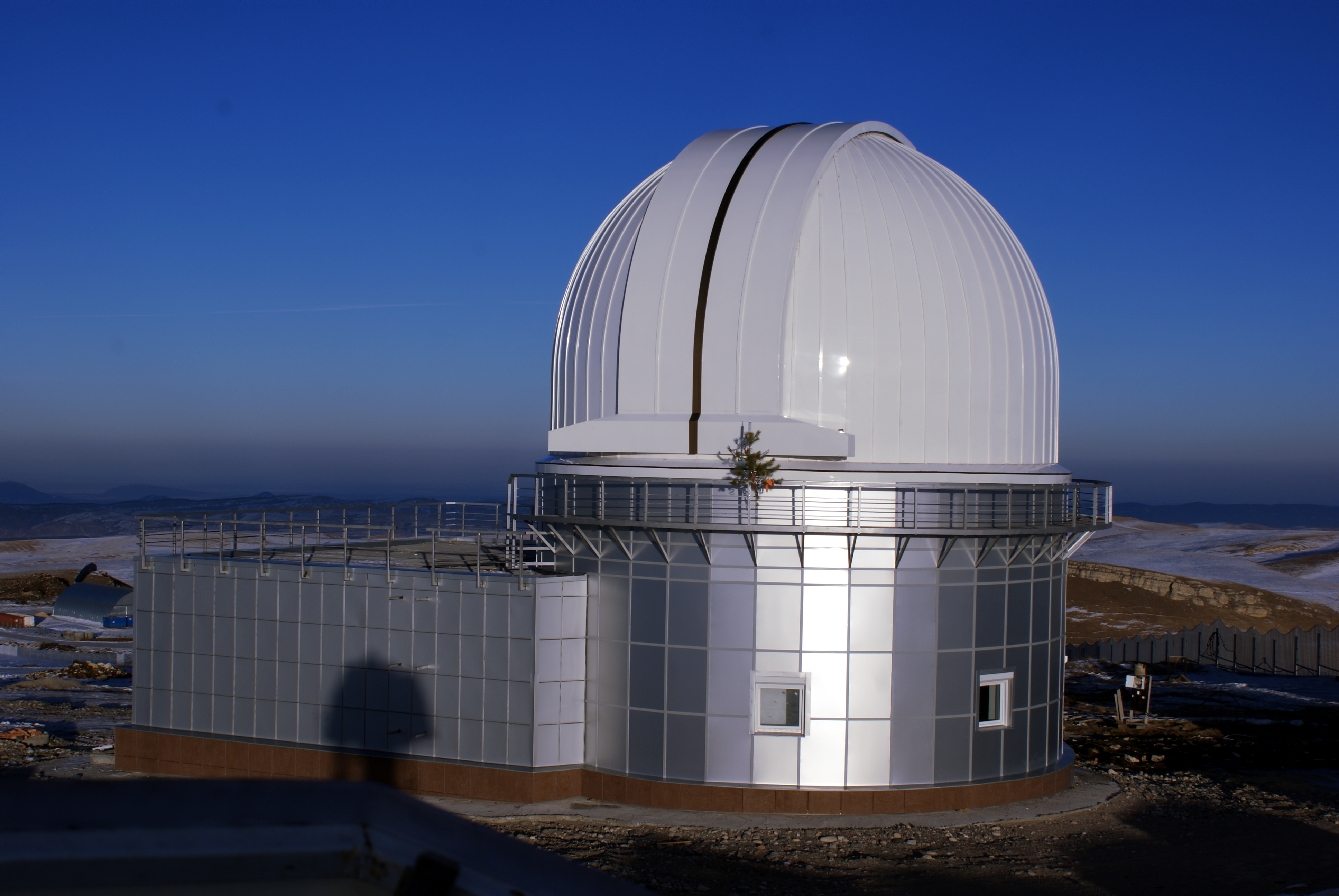
Кавказька гірська обсерваторія

Кавказька гірська обсерваторія ДАІШ МДУ (КМО ДАІШ МДУ) — дослідницька і навчальна астрономічна обсерваторія Державного астрономічного інституту імені Павла Штернберга Московського державного університету. Заснована в 2009 році на північно-східному гребені гори Шатджатмаз, Республіка Карачаєво-Черкесія (Росія) за 30 км від Кисловодська. Основним інструментом обсерваторії стане 2,5-метровий телескоп. Площа обсерваторії 6 га.
До складу обсерваторії входить МАСТЕР-Кисловодськ. Повний штат обсерваторії налічуватиме 20-25 осіб технічних та інженерних працівників. Наукові співробітники будуть відвідувати обсерваторію для спостережень тільки в режимі відряджень. За 0,5 км на північний захід обсерваторії розташована Кисловодська гірська астрономічна станція.

## Метеоумови
На плато Шатджамаз спостерігається 219 ясних ночей, 1300 годин ясного нічного неба на рік.

## Керівники обсерваторії
Кортунов Петро Васильович — начальник КГО (2009 —).

## Історія обсерваторії
- Січень 2006 — Уряд Російської Федерації ухвалив рішення про виділення коштів на закупівлю 2,5-метрового телескопа для Московського державного університету.
- Жовтень 2006 — підписаний контракт між SAGEM-REOSC MAVEG GmbH і МДУ на постачання 2,5 м телескопа.
- Грудень 2006 — розпочато проектування житлових і технічних приміщень.
- Липень 2007 — установка і запуск астрокліматичного поста.
- Липень 2008 — установка і запуск другої установки МАСТЕР-WFC4.
- Липень 2009 — установка і запуск МАСТЕР-II.
- Серпень 2012 — монтаж купола.
- Грудень 2012 — початок монтажу монтування телескопа.

## Інструменти обсерваторії

### Дзеркальний 2,5м телескоп
Оснащений п'ятьма портами (1 фокус Кассегрена і 4 фокусу Несміту) з можливістю автоматичного оперативного перемикання. Планований список навісного обладнання:
- ПЗС-фотометр (4k x 4k ПЗС-камера виробництва інституту Нільса Бора з фільтрами (UBVI, SDSS, …)) для видимого діапазону.
- ІЧ-фотометр (ІЧ-камера (1k x 1k) і відповідні фільтри).
- Спекл-камера на основі EMCCD.
- Спектрограф низького дозволу.
- Волоконний спектрограф.

### Астрокліматичний пост
Працює в штатному режимі з липня 2007 року. У завдання входить збір статистики та підтримка спостережень на основному телескопі.
- 16-дюймовий Meade RCX400 з приладом MASS-DIMM.[4]

### МАСТЕР-Кисловодськ
МАСТЕР-Кисловодськ працює в штатному режимі з 2007 року. У завдання системи входить моніторинг неба: спостереження гамма-сплесків, спалахів наднових, пошук астероїдів тощо.
- МАСТЕР II — 2 світлосильних телескопи системи Гамільтона (D = 400 мм, F = 1000 мм, 1,5° поля зору) на одному монтуванні САНТЕЛ + ПЗС-камера Apogee Alta-16U.
- МАСТЕР-VWF4 (2 однакові установки, рознесені на 900 м) — дві 11-МПік ПЗС-камери Prosilica (Allied Vision Technologies), оснащені фото-об'єктивами Carl Zeiss Planar T* 85/1,4 ZF. Загальне поле зору 4060 кв. гр.

## Напрями досліджень
КГО:
- Зоряна астрономія
- Астрофізика високих енергій
- Позагалактична астрономія, включно з космологію
- Інформаційні технології
- Фізика і небесна механіка планет, екзопланет, малих тіл Сонячної системи
- Гравіметрія і геодинаміка
- ІЧ-астрономія

МАСТЕР:
- Післясвітіння гамма-сплесків
- Пошук і фотометрія наднових (особливо типу Ia)
- Пошук, фотометрія і астрометрія астероїдів
- Спостереження метеорів (з визначенням висоти)
- Виявлення яскравих транзієнтів (до 10 зіркової величини) на широких полях у відеорежимі
- Штучні супутники Землі
- Екзопланети

## Основні досягнення
До 15 листопада 2009 року на установці «МАСТЕР II» знято близько 11 000 зображень нічного зоряного неба. Автоматично ототожнені близько 3500 астероїдів, проведені багатобарвні фотометричні спостереження 10 наднових зірок I-го типу.

## Цікаві факти
За ніч спостережень записуються 700 Гб даних. Монтування для 2,5-м телескопа виготовляються в місті Нанкін, Китай. Дзеркало виготовив французький концерн Sagem.